# Nezdice (Dél-plzeňi járás)
Nezdice település Csehországban, a Dél-plzeňi járásban. Nezdice Lužany, Příchovice, Borovy, Švihov és Vlčí településekkel határos. Lakosainak száma 220 fő (2024. január 1.).

## Népesség
A település lakosságának változását az alábbi diagram mutatja:
| Lakosok száma | 399  | 395  | 480  | 376  | 242  | 208  | 209  | 215  | 202  | 220  |
|               | 1869 | 1900 | 1921 | 1961 | 1980 | 2011 | 2016 | 2019 | 2021 | 2024 |